# G&G Entertainment
G&G Entertainment（ジーアンドジーエンタテインメント、英語表記：G&G Entertainment INC.）は、アニメーション・映画制作を主な事業内容とする韓国の企業。

## 概要・沿革
韓国でも大手アニメーション制作会社の一つである。業務としては海外（主に日本）が制作するアニメ作品の下請け作業を行うと同時に、『RAGNAROK THE ANIMATION』などの自社オリジナルアニメ作品を多数制作している。本社が設立された2000年5月ほぼ同時期には日本に子会社である株式会社ジーアンドジーディレクションを設立し、さらに幅広く制作活動を展開している。会社設立後の2006年には『きらりん☆レボリューション』を日本の制作会社SynergySPと共同制作した（2008年3月度まで）。さらには実写作品『ごめん、愛してる』の製作にも参加しているため、韓国のアニメ制作会社としては珍しい部類に位置づけられる。
多くの作品の場合、「G&G Entertainment」「G&G」「ソウルG&G」とクレジットされる。

## 作品履歴

### テレビアニメ
- カレイドスター（GONZO DIGIMATIONと共同制作、2003年）
- カレイドスター 新たなる翼（GONZO DIGIMATIONと共同制作、2003年-2004年）
- RAGNAROK THE ANIMATION（GONZO DIGIMATIONと共同制作、2004年）
- コミの漫画好奇心天国（2005年-2006年）
- マスクマン（2005年-2006年）
- きらりん☆レボリューション（SynergySPと共同制作、2006年-2008年） ※第102話まで
- 新星輝デュエル・マスターズ フラッシュ（SynergySPと共同制作、2006年-2007年） ※SHOPRO公式配信動画及びG&G公式サイト内では無表記。
- 人造昆虫カブトボーグ V×V（G&G Directionと共同制作、2006年-2007年）
- 子供仙人タオ（フル3DCG作品、2009年-2010年）
- コケッコーさん（フル3DCG作品、2009年-2010年）
- 魔法千字文（フル3DCG作品、2011年）

### 劇場アニメ
- オリンポスガーディアン ギガンテスの逆襲（2004年）

### OVA
- CONCERTO.（G&G Directionと共同制作、アダルトアニメ、2001年）
- 二重奏 罠に落ちた女たち（アダルトアニメ、2002年）
- LOVE MACHINE ラブマシン アニマイド娼婦23号（アダルトアニメ、2002年）
- カレイドスター 新たなる翼 -EXTRA STAGE-（GONZO DIGIMATIONと共同制作、2004年）
- ごめん、愛してる～空白の1年（2006年）

### 実写作品
- ごめん、愛してる（2006年）

### 制作協力
- 爆闘宣言ダイガンダー（制作元請：ブレインズ・ベース、各話制作協力、2002年）
- 冒険遊記プラスターワールド（制作元請：アクタス・ブレインズ・ベース、各話制作協力、2003年-2004年）
- 甲虫王者ムシキング 森の民の伝説（制作元請：トムス・エンタテインメント、各話制作協力、2005年-2006年）
- ゾイドジェネシス（制作元請：小学館ミュージック&デジタル エンタテイメント、各話制作協力、2005年-2006年）
- 瀬戸の花嫁（制作元請：GONZO、AIC、各話背景、2007年）
- デトロイト・メタル・シティ（制作元請：STUDIO 4℃、各話制作協力、2008年）

## 海外リンク
- G&G Entertainment 公式サイト